# لوتزیو
لوتزیو (به ایتالیایی: Lozio) یک کومونه در ایتالیا است که در استان برشا واقع شده‌است. لوتزیو ۲۳ کیلومتر مربع مساحت و ۴۲۹ نفر جمعیت دارد و ۹۷۵ متر بالاتر از سطح دریا واقع شده‌است.

## خواهرخوانده
شهر Boujdour خواهرخواندهٔ لوتزیو هست.